# Julius Frauenstädt
Christian Martin Julius Frauenstädt, 17 avril 1813 à Bojanowo, duché de Varsovie - 13 janvier 1879 à Berlin, est un écrivain et philosophe allemand.
Frauenstädt étudie à Berlin d'abord la théologie puis la philosophie. Résidant à Francfort au cours de l'hiver 1846/1847, il fréquente assidument Arthur Schopenhauer dont il devient le héraut (par lui qualifié d'« indefatigabilis ») et l'éditeur. Il meurt le 13 janvier 1879 à Berlin où il est installé depuis 1848.
Parmi ses écrits propres on compte :
- Studien und Kritiken zur Theologie und Philosophie (Berlin 1840)
- Über das wahre Verhältnis der Vernunft zur Offenbarung (Darmstadt 1848)
- Ästhetische Fragen (Dessau 1853)
- Briefe über die Schopenhauersche Philosophie (Leipzig 1854)
- Die Naturwissenschaft in ihrem Einfluß auf Poesie, Religion, Moral und Philosophie (Leipzig 1855)
- Der Materialismus (Leipzig 1856)
- Briefe über die natürliche Religion (Leipzig 1858)

Il est institué son héritier littéraire par Schopenhauer afin de procéder à l'édition de ses œuvres. Parmi les ouvrages de Frauenstädt relatifs spécifiquement à Schopenhauer :
- Lichtstrahlen aus Schopenhauers Werken (Leipzig 1862, 5e édition 1885), en collaboration avec Otto Lindner
- Schopenhauer, von ihm, über ihn (Berlin 1863)
- Aus Schopenhauers handschriftlichem Nachlaß (Leipzig 1864)
- Das sittliche Leben (Leipzig 1866)
- Blicke in die intellektuelle, physische und moralische Welt (Leipzig 1869)
- Neue Briefe über die Schopenhauersche Philosophie  (1876)

Il publie enfin pour le compte et selon le plan du défunt, la première édition complète des œuvres de Schopenhauer (Leipzig 1873-74, 6 volumes; 2e édition 1877)
D'après les manuscrits et écrits complets de Schopenhauer il édite le Schopenhauer-Lexikon; ein philosophisches Wörterbuch (Leipzig. 1871, 2 volumes). Il donne également Lichtstrahlen aus Kants Werken (Leipzig 1872).